# Hán Lương Bật
Hán Lương Bật (1492-?), còn gọi là Phạm Lương Bật, là một tiến sĩ Nho học Việt Nam. Ông cũng là một trong 12 Thủy tổ của 12 dòng họ của làng Văn Lang, xã Duy Nhất, huyện Vũ Thư, tỉnh Thái Bình.

## Thân thế sự nghiệp
Ông sinh năm Nhâm Tý 1492, nguyên gốc người làng Văn Lang, huyện Tam Nông, phủ Lâm Thao, trấn Sơn Tây, nay là xã Văn Lương, huyện Tam Nông, tỉnh Phú Thọ.
Năm 1520, tức là năm Canh Thìn, niên hiệu Quang Thiệu thứ 5, đời Lê Chiêu Tông, ông thi đỗ Đệ tam giáp đồng tiến sĩ. Ông làm quan cho nhà Lê đến chức Thừa chính sứ. Khi Mạc Đăng Dung cướp ngôi nhà Lê, ông không chịu ra làm quan cho nhà Mạc. Đến khi nhà Lê Trung Hưng, xét bao phong công thần, khen ông là bề tôi tiết nghĩa.
Sau khi đỗ tiến sĩ, ông đổi tên thành Phạm Lương Bật và đưa gia đình về sinh sống tại Sơn Nam Hạ Trấn, nay là xã Duy Nhất, huyện Vũ Thư, Thái Bình và lập nghiệp tại đó. Khi khai hoang lập ấp tại vùng đất mới, để tưởng nhớ đến quê hương bản quán, ông đã lấy tên làng là Làng Văn Lang.
Năm 2009, Nhà thờ tiến sĩ Hán Lương Bật - Phạm Lương Bật đã được ủy ban nhân dân tỉnh Thái Bình công nhận là di tích lịch sử văn hóa cấp tỉnh.
```
Tại xã Văn Lương, huyện Tam Nông, tỉnh Phú Thọ hiện vẫn còn lưu giữ nhiều câu chuyện truyền miệng, giai thoại về thân thế, sự nghiệp và hoạt động của ông. Gắn liền với những địa danh như: Đồi nghiên bút, bến nhà Phan và giai thoại lời nguyền bẻ gươm của tiến sỹ
```